# دنیای اقتصاد
روزنامه دنیای اقتصاد انتشار خود را از ۲۳ آذر ماه سال ۱۳۸۱ به مدیر مسئولی علیرضا بختیاری آغاز کرد. تمرکز تحلیل‌های این روزنامه روی مباحث اقتصادی و مالی است، اما در عین حال اخبار مهم حوزه‌های سیاسی، اجتماعی، فرهنگی، ورزشی و فناوری نیز منعکس می‌کند و از نگاه اقتصادی مورد تجزیه و تحلیل قرار می‌دهد. این رسانه محصولات خود را در قالب روزنامه، هفته‌نامه، سایت فضای مجازی همچون رسانه‌های آنلاین اکوایران، اقتصادنیوز، دنیای بورس، همایش، آموزش، کتاب، بولتن‌های تخصصی و محصولات جانبی به زبان‌های فارسی و انگلیسی عرضه می‌کند.

## گستره فعالیت
از مرداد سال ۱۳۹۰ با هدف یکپارچه‌سازی مدیریت شبکه توزیع روزنامه اقتصاد در سراسر ایران و تسریع فرایند چاپ و توزیع، سازمان شهرستان‌های دنیای اقتصاد با مدیریت چاپ و توزیع تجمیع شده و واحد جدید تحت عنوان مدیریت چاپ، توزیع و امور شهرستان‌ها تشکیل شده‌است. به این ترتیب، پیگیری کلیه امور این فرایند از مرحله چاپ روزنامه و ضمایم آن تا توزیع هر نسخه روزنامه در کیوسک‌های مطبوعات تهران و شهرستان‌ها، تحت نظارت یکپارچه انجام می‌شود. هم‌اکنون روزنامه دنیای اقتصاد علاوه‌بر توزیع گسترده از طریق ۱۲۰۰ عامل فروش (کیوسک مطبوعاتی) در سطح تهران بزرگ، با نظارت مستقیم ۵۰ سرپرستی و نمایندگی مستقر در مراکز استان‌ها و شهرستان‌ها، در اختیار مخاطبان روزنامه در دورترین نقاط کشور قرار داد.

## فعالیت‌های جانبی

### انتشارات
انتشارات دنیای اقتصاد فعالیت خود را بهار ۱۳۹۱ با هدف توضیح مفاهیم بنیادی در علوم اقتصادی و رشته‌های مرتبط با اقتصاد آغاز کرد و از آن زمان تا مرداد ۱۴۰۲ حدود در ۴۰۰ عنوان کتاب در زمینه اقتصاد، اقتصاد سیاسی، فلسفه اقتصادی، مدیریت و بازرگانی، سیاست و جامعه، فلسفه، ادبیات و هنر و کودک و نوجوان منتشر کرده‌است. مخاطبان اصلی انتشارات، فعالان اقتصادی، صاحب‌نظران اقتصادی و سیاست‌گذاران هستند.

### مرکز آموزش
مرکز آموزش گروه رسانه ای دنیای اقتصاد، فعالیت رسمی خود را از سال ۱۳۹۰ با محوریت برنامه‌ریزی، تدوین و برگزاری دوره‌های آموزشی در گروه‌های آموزشی مدیریت و اقتصاد، مالی و حسابداری، بازارهای مالی، صنعت (ساختمان، بیمه و بانک، خودرو، نفت و …)، مدیریت رسانه و اقتصاد آغاز کرد.

### مرکز همایش‌ها
این مرکز با هدف برگزاری رویدادهایی با محوریت موضوعات کلان اقتصادی مانند چشم‌انداز اقتصاد و سیاست‌های پولی بانکی و نیز همایش‌های تخصصی در زمینه صنعت و معدن به فعالیت خود ادامه می‌دهد.

### مرکز نوآوری و شتاب‌دهی
مرکز نوآوری و شتاب‌دهی دنیای اقتصاد از سال ۱۴۰۰ فعالیت خود را در حوزه سرمایه‌گذاری خطرپذیر (به انگلیسی: Venture Capital) آغاز کرده‌است. این مرکز یکی از زیرمجموعه‌های گروه رسانه‌ای دنیای اقتصاد به‌شمار می‌رود.